# Lemnalia africana
Lemnalia africana is een zachte koraalsoort uit de familie Nephtheidae. De koraalsoort komt uit het geslacht Lemnalia. Lemnalia africana werd in 1898 voor het eerst wetenschappelijk beschreven door May. 